# Super Mario Galaxy
Super Mario Galaxy (јап. スーパーマリオギャラクシー) је 3Д платформска видео-игра, коју је развила компанија Нинтендо за Нинтендо Ви. Главни јунак у игрици је Супер Марио, који мора да спаси Принцезу Пич, коју је киднаповао главни негативац Баузер.
Ова игрица се води као најбоља игрица свих времена према неким веб-сајтовима. Она је уједно и девета најбоље продавана игрица за Нинтендо Ви, продајући преко 8,84 милиона примерака широм света. Њен наставак, Супер Марио галакси 2 је изашао 23. маја у Северној Америци, 27. маја у Јапану, 11. јуна у Европи и 1. јула 2010. године у Аустралији.

## Гејмплеј
Игра је смештена у свемиру, где Марио путује од галаксије до галаксије да би освојио "пауер старс", које се добијају тако што се побеђују непријатељи, или прелазе галаксије.